# ISO 3166-2:CI
ISO 3166-2:CI es la entrada para Costa del Marfil en ISO 3166-2, parte de los códigos de normalización ISO 3166 publicados por la Organización Internacional de Normalización (ISO), que define los códigos para los nombres de las principales subdivisiones (p.ej., provincias o estados) de todos los países codificados en ISO 3166-1.
En la actualidad, para Costa del Marfil los códigos ISO 3166-2 se definen para 12 distritos y 2 distritos autónomos.
Cada código consta de dos partes, separadas por un guion. La primera parte es CI, el código ISO 3166-1 alfa-2 para Costa del Marfil. La segunda parte tiene dos letras.

## Códigos actuales
Los nombres de las subdivisiones se ordenan según el estándar ISO 3166-2 publicado por la Agencia de Mantenimiento ISO 3166 (ISO 3166/MA).
Pulsa sobre el botón en la cabecera para ordenar cada columna.
| Código | Nombre de la subdivisión (es) | Nombre de la subdivisión (fr) | Categoría de la subdivisión |
| ------ | ----------------------------- | ----------------------------- | --------------------------- |
| CI-AB  | Abiyán                        | Abiyán                        | distrito autónomo           |
| CI-BS  | Bas-Sassandra                 | Bas-Sassandra                 | distrito                    |
| CI-CM  | Comoé                         | Comoé                         | distrito                    |
| CI-DN  | Denguelé                      | Denguélé                      | distrito                    |
| CI-GD  | Gôh-Djiboua                   | Gôh-Djiboua                   | distrito                    |
| CI-LC  | Lacs                          | Lacs                          | distrito                    |
| CI-LG  | Lagunes                       | Lagunes                       | distrito                    |
| CI-MG  | Montagnes                     | Montagnes                     | distrito                    |
| CI-SM  | Sassandra-Marahoué            | Sassandra-Marahoué            | distrito                    |
| CI-SV  | Savanes                       | Savanes                       | distrito                    |
| CI-VB  | Valle del Bandama             | Vallée du Bandama             | distrito                    |
| CI-WR  | Woroba                        | Woroba                        | distrito                    |
| CI-YM  | Yamusukro                     | Yamoussoukro                  | distrito autónomo           |
| CI-ZZ  | Zanzan                        | Zanzan                        | distrito                    |

## Cambios
Los siguientes cambios de entradas han sido anunciados en los boletines de noticias emitidos por el ISO 3166/MA desde la primera publicación del ISO 3166-2 en 1998, cesando esta actividad informativa en 2013.
| Informe     | Fecha de emisión | Descripción del cambio reportado             | Cambio de código o subdivisión                                         |
| ----------- | ---------------- | -------------------------------------------- | ---------------------------------------------------------------------- |
| Boletín I-8 | 2007-04-17       | Modificación de la estructura administrativa | Subdivisiones añadidas:CI-17 Bafing CI-18 Fromager CI-19 Moyen-Cavally |

Los siguientes cambios a la entrada figuran en el listado del catálogo en línea de la ISO:
| Fecha real del cambio | Breve descripción del cambio |
| --------------------- | --- |
| 2015-11-27            | Se suprimen todas las regiones de CI-01 a CI-19; se añaden los distritos CI-BS, CI-CM, CI-DN, CI-GD, CI-LC, CI-LG, CI-MG, CI-SM, CI-SV, CI-VB, CI-WR, CI-ZZ; se añaden los distritos autónomos CI-AB, CI-YM; se actualiza el origen de la lista |
| 2016-11-15            | Se actualiza el origen de códigos |

### Códigos antes del 27 de noviembre de 2015
| Código anterior | Nombre de la subdivisión (fr)    |
| --------------- | -------------------------------- |
| CI-06           | 18 Montagnes (Région des)        |
| CI-16           | Agnébi (Région de l')            |
| CI-17           | Bafing (Région du)               |
| CI-09           | Bas-Sassandra (Région du)        |
| CI-10           | Denguélé (Région du)             |
| CI-18           | Fromager (Région du)             |
| CI-02           | Haut-Sassandra (Région du)       |
| CI-07           | Lacs (Région des)                |
| CI-01           | Lagunes (Région des)             |
| CI-12           | Marahoué (Région de la)          |
| CI-19           | Moyen-Cavally (Région du)        |
| CI-05           | Moyen-Comoé (Région du)          |
| CI-11           | Nzi-Comoé (Région)               |
| CI-03           | Savanes (Région des)             |
| CI-15           | Sud-Bandama (Région du)          |
| CI-13           | Sud-Comoé (Région du)            |
| CI-04           | Vallée du Bandama (Région de la) |
| CI-14           | Worodougou (Région du)           |
| CI-08           | Zanzan (Région du)               |